# Broń jednostrzałowa

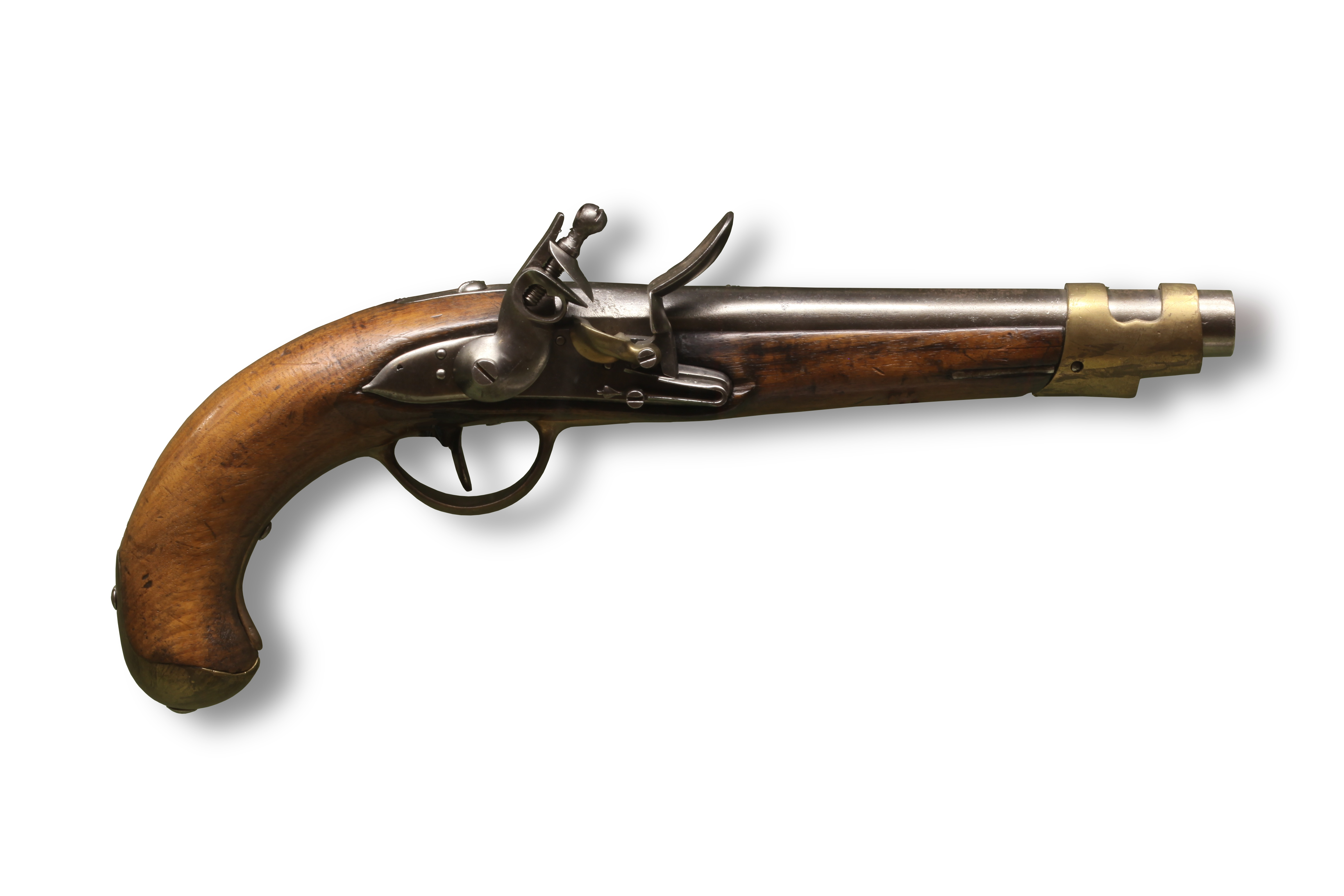
Jednostrzałowy pistolet skałkowy z końca XVIII wieku

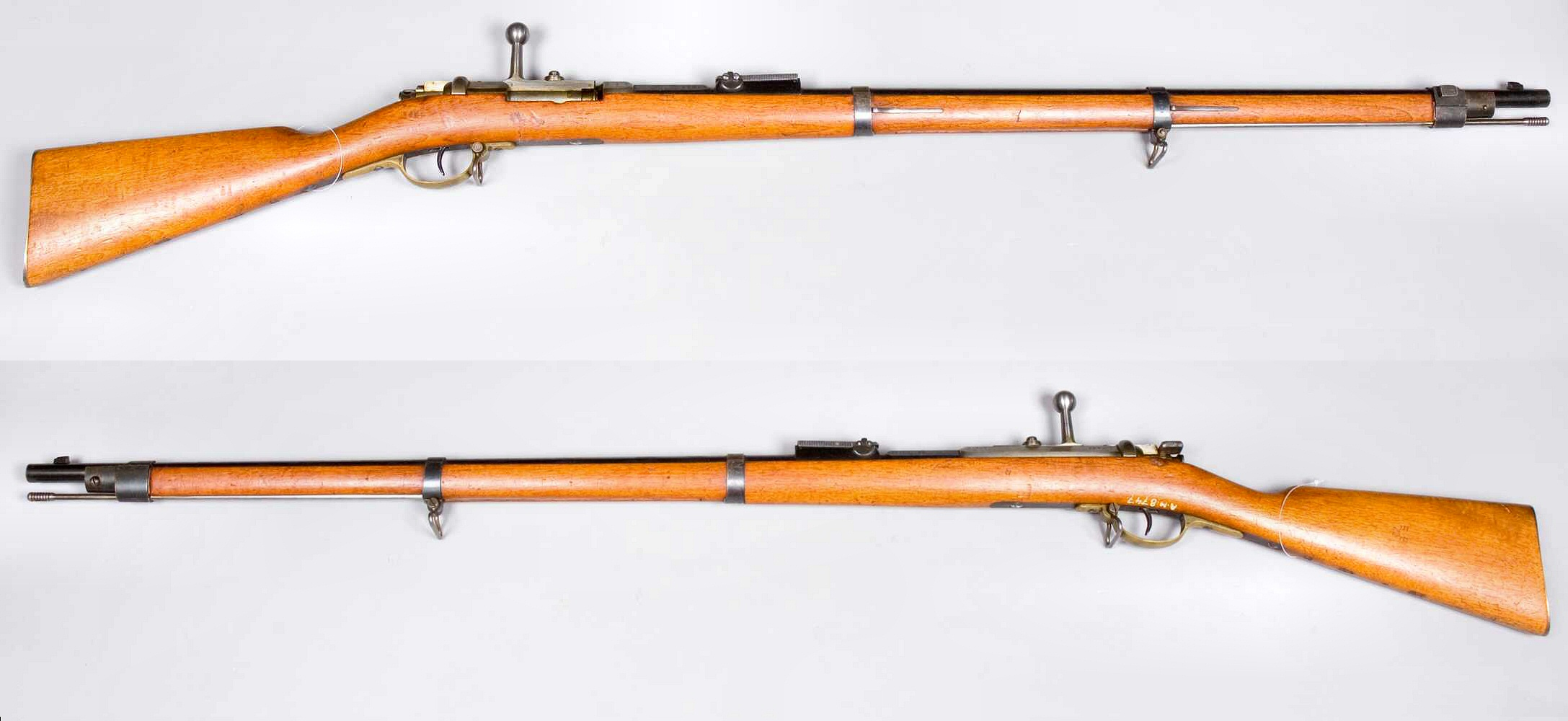
Karabin jednostrzałowy Mauser M1871 z II poł. XIX wieku

Broń jednostrzałowa – broń palna, w której każdy kolejny nabój jest wprowadzany ręcznie do komory nabojowej (broń nie posiada magazynka).
Do tej klasy broni zalicza się przede wszystkim broń odprzodową oraz najstarsze typy broni odtylcowej. Współcześnie w wersji jednostrzałowej występuje szereg wariantów broni sportowej i myśliwskiej oraz niektóre działa większych kalibrów.